# Moose Creek (Selway River)
Der Moose Creek (moose englisch für „Elch“; creek englisch für „Flüsschen“) ist ein rechter Nebenfluss des Selway River im US-Bundesstaat Idaho. 

## Flusslauf
Der Moose Creek entsteht am Zusammenfluss seiner beiden Quellflüsse North Fork und East Fork Moose Creek. Er fließt noch 6 Kilometer in südsüdwestlicher Richtung, bevor er auf den Selway River trifft. Links der Mündung befindet sich der Moose Creek USFS Airport, ein vom U.S. Forest Service betriebener Flugplatz. Der Moose Creek und seine Quellflüsse verlaufen innerhalb des Nez Perce National Forest.
Der East Fork Moose Creek entspringt an der Westflanke der Bitterroot Mountains an der Grenze zu Montana. Er fließt in überwiegend westlicher Richtung durch das Bergland und trifft nach 50 Kilometern auf den North Fork Moose Creek.
Der North Fork Moose Creek entspringt auf einer Höhe von 2000 m in den Clearwater Mountains an der Wasserscheide zum weiter nördlich verlaufenden Lochsa River. Er fließt in überwiegend südsüdwestlicher Richtung durch das Bergland und trifft nach 35 km auf den East Fork Moose Creek.

## Hydrologie
Der Moose Creek entwässert ein Areal von 950 km². Der mittlere Abfluss beträgt 20,6 m³/s. Sein Beitrag zum Gesamtabfluss unterhalb der Einmündungsstelle liegt bei 30 Prozent. Der Moose Creek führt im Mai während der Schneeschmelze die größten Wassermengen mit im Mittel 112 m³/s.